# Schulhaus Bramstedt
Das Schulhaus Bramstedt neben der Kirche St. Jakobi in der niedersächsischen Gemeinde Hagen im Bremischen, Ortsteil Bramstedt, Eilandstraße 1, im Landkreis Cuxhaven, stammt aus der zweiten Hälfte des 19. Jahrhunderts.
Aktuell (2024) wird es vom Kinderspielkreis Hand in Hand als Kita und Spielplatz genutzt.
Das Gebäude steht unter Denkmalschutz (siehe auch Liste der Baudenkmale in Hagen im Bremischen).

## Beschreibung
1824 wurde in Bramstedt ein erstes Schulhaus gebaut.
Das zweite eingeschossige zehnachsige traufständige verklinkerte historisierende Schulhaus auf der Kirchenwurt, mit ziegelgedecktem Walmdach, außermitigem großen Dachhaus, seitlichem Anbau sowie segmentbogigen Fenstern wurde 1873 gebaut. Die Rückfassade gliedert sich in zwei rechteckige große Fenster und sechs weitere Fenster. 1914 wurde ein zweites Klassenzimmer eingerichtet.
Das Landesdenkmalamt befand u. a.: „… Teil der Anlage der Kirche St. Jakobi …“
Die heutige Grundschule an der Schulstraße 1 entstand 1959 bis 1961. Im Jahr 1971 wurden drei Klassen in Bramstedt und eine Klasse in Wittstedt unterrichtet. Die freiwerdende Lehrerwohnung wurde 1985 zu zwei provisorischen Klassenräumen umgebaut. 1995 entstand ein Neubau. 1999 ergänzten zwei Mobilbauklassen die Schule. Seit 2010 findet der Sportunterricht auch in der neuen Turnhalle des TSV Bramstedt statt. 2023/24 wurden 54 Kinder von fünf Lehrkräften, einer Förderlehrerin und zwei pädagogischen Mitarbeiterinnen betreut.